# Nicko McBrain
Michael Henry McBrain (Hackney, London 5. lipnja 1952.) je bubnjar heavy metal grupe Iron Maiden. Nadimak "Nicko" potječe iz njegova djetinjstva. Kao dijete jako je volio plišanog medvjedića pod nazivom "Nicholas", te su ga njegovi roditelji počeli nazivati "Nicky". To se ubrzo pretvorilo u "Nicko" Michaelovim susretom s menadžerom CBS Recordsa kada ga je Billy Day upoznao s njime kao "svojim talijanskim bubnjarom - Neekom". Michaelu se to svidjelo, te je počeo nadimak koristi i na sceni, uz malu pisanu preinaku.